# ربکا پیدگئون
ربکا پیدگئون (به انگلیسی: Charles Nelson Reilly) (زاده ۲۵ اکتبر ۱۹۶۵) بازیگر آمریکایی - انگلیسی است.
از فیلم‌های معروف او می‌توان به بازی در رد، تحریک، مستأجر، سپیده‌دم، زندانی اسپانیایی، ایالتی و اصلی، کمربند قرمز، ادموند، والس دو بیتی و دختر فروشنده اشاره کرد.